# نورتن، نیوبرانزویک
نورتن، نیوبرانزویک (به انگلیسی: Norton, New Brunswick) یک روستا در کانادا است که در نیوبرانزویک واقع شده‌است. نورتن ۱٬۳۰۱ نفر جمعیت دارد.